# Tyranneau de Minas Gerais
Phylloscartes roquettei
Espèce
Statut de conservation UICN

 EN  : En danger
Le Tyranneau de Minas Gerais (Phylloscartes roquettei), aussi appelé Tyranneau à front roux, est une espèce de passereau de la famille des Tyrannidae,.

## Distribution
Cet oiseau vit à l'est du Brésil, dans les vallées du rio São Francisco et du rio Jequitinhonha, au nord et au centre de l'État du Minas Gerais et dans les régions limitrophes du sud de l'État de Bahia et de l'est de l'État de Goiás,.

## Systématique
Cette espèce est monotypique selon la classification de référence du Congrès ornithologique international (version 9.1, 2019).